# Medaljfördelning vid olympiska vinterspelen 1948
Detta är medaljfördelningen vid olympiska vinterspelen 1948 som hölls i St. Moritz, Schweiz. Sverige och Norge kom på delad förstaplats.

## Tabellen
Ländernas placering i listan avgörs av:
1. Antal guldmedaljer.
2. Antal silvermedaljer.
3. Antal bronsmedaljer.
4. Bokstavsordning (förändrar dock inte landets ranking).

Det här systemet används av IOC, IAAF och BBC.

      Värdnation (Schweiz)
| Pl.   | Nation          | Guld | Silver | Brons | Totalt |
| ----- | --------------- | ---- | ------ | ----- | ------ |
| 1     | Norge           | 4    | 3      | 3     | 10     |
| 1     | Sverige         | 4    | 3      | 3     | 10     |
| 3     | Schweiz         | 3    | 4      | 3     | 10     |
| 4     | USA             | 3    | 4      | 2     | 9      |
| 5     | Frankrike       | 2    | 1      | 2     | 5      |
| 6     | Kanada          | 2    | 0      | 1     | 3      |
| 7     | Österrike       | 1    | 3      | 4     | 8      |
| 8     | Finland         | 1    | 3      | 2     | 6      |
| 9     | Belgien         | 1    | 1      | 0     | 2      |
| 10    | Italien         | 1    | 0      | 0     | 1      |
| 11    | Tjeckoslovakien | 0    | 1      | 0     | 1      |
| 11    | Ungern          | 0    | 1      | 0     | 1      |
| 13    | Storbritannien  | 0    | 0      | 2     | 2      |
| Total | Total           | 22   | 24     | 22    | 68     |